# Estrella Cabezaová Candelaová
Estrella Cabezaová Candelaová (* 20. února 1987 Sevilla) je španělská profesionální tenistka. Ve své dosavadní kariéře nevyhrála na okruhu WTA Tour žádný turnaj. V rámci okruhu ITF získala do května 2012 osm titulů ve dvouhře a sedm ve čtyřhře.
Na žebříčku WTA byla ve dvouhře nejvýše klasifikována v březnu 2012 na 140. místě a ve čtyřhře pak v dubnu téhož roku na 176. místě. Trénuje ji Marc Casabo-Xavier Budo.

## Finálové účasti na turnajích okruhu ITF
| $100,000 tournaments |
| $75,000 tournaments  |
| $50,000 tournaments  |
| $25,000 tournaments  |
| $10,000 tournaments  |

### Dvouhra

#### Vítězka (8)
| Č. | Datum             | Turnaj     | Povrch | Finalistka                        | Výsledek      |
| -- | ----------------- | ---------- | ------ | --------------------------------- | ------------- |
| 1. | 19. června 2005   | Llerona    | tvrdý  | Justine Ozgaová                   | 7:6, 4:6, 6:2 |
| 2. | 19. února 2006    | Mallorca   | antuka | Stella Mennaová                   | 6:4, 6:1      |
| 3. | 26. března 2006   | Sabadell   | antuka | María José Martínezová Sánchezová | 6:3, 7:5      |
| 4. | 9. července 2006  | Valladolid | tvrdý  | Monique Adamczaková               | 2:6, 7:6, 7:5 |
| 5. | 29. června 2008   | Getxo      | antuka | Chayenne Ewijková                 | 6:4, 6:4      |
| 6. | 13. července 2008 | Valladolid | tvrdý  | Frederica Piedadeová              | 6:4, 7:6      |
| 7. | 5. září 2010      | Mollerusa  | tvrdý  | Jevgenija Krivorucká              | 6:2, 6:4      |
| 8. | 27. března 2011   | Madrid     | antuka | Laura-Ioana Andreiová             | 6:3, 6:2      |